# Curtara audacitara
Curtara audacitara är en insektsart som beskrevs av Delong och Foster 1982. Curtara audacitara ingår i släktet Curtara och familjen dvärgstritar. Inga underarter finns listade i Catalogue of Life.